# Młynary (Basse-Silésie)
Pour les articles homonymes, voir Młynary (homonymie).
Młynary est une localité polonaise de la gmina de Wąsosz, située dans le powiat de Góra en voïvodie de Basse-Silésie.